# 여의도공항
여의도공항 또는 여의도비행장은 1916년부터 1958년까지 서울 여의도에 있던 공항이다. 이후에도 공군기지로 쓰이다가 1971년에 폐쇄되었다.
현재는 그 터에 국회의사당, 여의도공원, 여의도우체국, KBS, 한국거래소 등 여러 금융기관 건물과 여의도고등학교 등 교육기관이 있다.

## 역사
- 1916년 3월 : 일제가 경기도 고양군 용강면(현 여의도)에 비행장 건립 시작.
- 1916년 9월 : 활주로, 격납고 완공
- 1916년 10월 : 개장
- 1953년 : 국제공항으로 승격
- 1958년 1월 30일: 민간공항 기능이 경기도 김포군 양서면(현 서울특별시 강서구) 김포국제공항으로 이전. 공항은 공군기지로 이용.
- 1971년 2월 : 공군기지 기능이 경기도 성남시에 새로 조성한 공군기지(현 서울공항, 공군 제15특수임무비행단)로 이관되면서 폐쇄.

## 개요
여의도는 원래 불모지로, 군사 훈련장으로 쓰이기도 했다. 일제는 표면상으로는 민간항로 개설에 사용한다는 명분을 내세웠으나, 실제로는 중국 대륙 침략의 교두보로서 한반도에 유사시 사용할 비행장이 필요했기 때문에 여의도에 비행장을 만들었다. 이것이 한국 최초의 비행장이다.
1916년 개장 당시, 여의도 비행장에는 활주로와 격납고만 있었다. 당시에는 무선시설이나 각종 계기가 발달하지 못했고, 비행기가 뜨고 내릴 수만 있으면 족했기 때문에 다른 부대 시설이 필요하지 않았다.
개장 초기에 여의도 비행장은 매우 한산했다. 1913년 용산 연병장에서 일본이 개최한 순회 공개 비행대회에서 처음으로 비행기를 접한 주민들의 비행기에 대한 호기심은 대단했으나, 여의도 비행장에서 비행기를 볼 수 있는 경우는 드물었기 때문에 구경 나왔다가 실망하기 일쑤였다.
- 1917년 5월 세계적인 곡예 비행사인 미국인 아트 스미스가 곡예 비행을 선보였는데, 순회 공개 비행대회 때 일본 해군 기술장교 나라하라의 겨우 30초 정도 공중 비행에 매우 신기해 했던 조선인들에게 곡예 비행에 대한 경이감은 대단했다. 당시 서울 시민 20만여 명 가운데 5만여 명이 아트 스미스의 비행을 보기 위해 여의도 비행장에 모였다고 한다.
- 1922년 12월 10일, 한국 최초의 비행사로 알려진 안창남이 이곳에서 시범비행을 보였다.

한국전쟁이 끝나고 1954년 4월 26일, 여의도 국제공항이 정식 개항하였다. 하지만 홍수에 취약했던 여의도의 국제공항 기능은 1961년 김포로 옮겨갔다. 1964년 4월에는 국내 항공노선까지 김포공항으로 이전함에 따라 여의도 민간 항공 시대는 완전히 끝이 났다.
1970년대에 여의도를 개발하면서 당시 대통령 박정희의 지시로 기존의 활주로 자리에 5·16 광장(여의도 광장)을 만든 것은 유사시에 활주로로 쓸 수 있게 하기 위해서였다고 한다.